# Рудольф Штайнер (футболіст)
Рудольф Штайнер (рум. Rudolf Steiner, 24 січня 1907, Тімішоара, Австро-Угорщина — 12 листопада 1996) — румунський футболіст, що грав на позиції захисника за клуб «Кінезул», а також національну збірну Румунії. Брат-близнюк Адальберта Штайнера.

## Клубна кар'єра
Грав за клуб «Кінезул» з Тімішоари. 

## Виступи за збірну
З 1926 року став виступати за національну збірну Румунії.  Всього зіграв 5 матчів за збірну.
Був у складі збірної під час першого чемпіонату світу в Уругваї, але на поле не виходив. Грав тільки в товариських матчах.

### Матчі в складі збірної
1. 7 травня 1926 р. Стамбул. Туреччина 1:3 Румунія
2. 3 жовтня 1926 р. Загреб. Югославія 2:3 Румунія
3. 10 травня 1927 р. Бухарест. Румунія 0:3 Югославія (замінено на 46 хв.)
4. 15 квітня 1928 р. Арад. Румунія 4:2 Туреччина
5. 6 травня 1928 р. Белград. Югославія 3:1 Румунія

Помер 12 листопада 1996 на 90-му році життя.

## Титули і досягнення
- Чемпіон Румунії (1):

«Кінезул»: 1926-1927